# Nathan Abraham Rosen
Nathan Abraham Rosen (hebrejsko נתן אברהם וזן), ameriško-izraelski fizik, * 22. marec 1909, Brooklyn, New York, ZDA, † 18. december 1995, Haifa, Izrael.
Rosen je najbolj znan po svojem delu o zgradbi vodikove molekule in o prepletenosti valovnih funkcij ter o paradoksu EPR skupaj z Einsteinom in Podolskym. Einstein-Rosenov most, kasneje poimenovan črvina, je bila Rosenova teorija.

## Življenje in delo
Rodil se je v judovski družini. Študiral je na MIT med veliko depresijo, kjer je diplomiral iz elektromehanskega inženiringa. Kasneje je magistriral in doktoriral iz fizike. Kot študent je objavil več člankov, od katerih je imel eden naslov Nevtron (The Neutron). V njem je poskušal opisati zgradbo atomskega jedra leto pred Chadwickovim odkritjem nevtrona leta 1932. Začel se je zanimati tudi za valovne funkcije in kasneje gravitacijo, kjer je delal na Univerzi Michigana in Univerzi Perinceton.
Leta 1934 je postal Einsteinov asistent na Inštitutu za višji študij. Asistent je bil do leta 1936. Pri delu z Einsteinom je pokazal na nepravilnosti Einsteinovih raziskovanj, ki so vključevale prepletene valovne funkcije. Skupaj s Podolskim so napisali članek o tem. Članek z naslovom Ali imamo lahko kvantno-mehanski opis fizikalne stvarnosti za popolnega? (Can quantum-mechanical description of physical reality be considered complete?) je označil te pojave kot paradoks Einsteina, Podolskega in Rosena ali paradoks EPR. Einstein je potem vzpodbujal Rosena naj nadaljuje svojo pot v fiziki v Izraelu. Einstein in Rosen sta odkrila matematično rešitev za vrsto črvine, ki povezuje oddaljena področja v prostoru. Rešitev je dobila ime Einstein-Rosenov most ali Schwarzschildova črvina in je izhajala iz združitve matematičnih modelov črne luknje in bele luknje (teoretične črne luknje, ki deluje nazaj v času), s pomočjo Einsteinovih enačb polja. Einstein-Rosenovi mostovi so teoretični pojav. Leta 1962 sta Wheeler in Fuller pokazala, da je takšna vrsta črvin dinamično nestabilna v prostoru brez polj. Pomembna je pri Susskindovi in Malacenovi domnevi ER = EPR iz leta 2013.